# 萌えよ!戦車学校
『萌えよ!戦車学校』（もえよ!せんしゃがっこう）は、2005年6月にイカロス出版から出版された書籍。ミリタリー、特に戦車に特化したジャンルに、いわゆる萌え本としての要素を盛り込み、戦車の歴史から、その戦術や実際の戦史等を学校の授業形式に解説する『萌えよ!シリーズ』のひとつ。同書のヒットを受けて、イカロス出版、また他の出版社でも同様のコンセプト（ミリタリー+萌え美少女）の書籍が続々企画、刊行された。
本文は田村尚也、漫画・イラストは野上武志、図版は田村紀雄。

## 概要
歴史上、戦車を大規模に戦線に投入した国家である、アメリカ合衆国・ドイツ・イギリス・ロシア（のちにフランス・イスラエル・中国・韓国・スウェーデンの生徒も参加）の女子生徒たちに、日本の戦車学校ウサギ組担任の秋山好香一等陸尉が教鞭を取る。野上武志による漫画パートと、田村尚也の主体となる解説の二種構成となっている。刊行が続くにつれ、漫画パートのページが増加している。
『萌えよ!戦車学校』としては、2022年現在でVIIIまでと戦後編IV型までの計12巻が刊行されている。本項では、同著者で同じ登場人物からなる『萌えよ!陸自学校』および同著者の『ガールズ&パンツァー戦車&戦術解説書 萌えよ!戦車道学校』についても解説する。

## 登場人物
※声優名はドラマCD版のもの。
秋山好香（あきやま よしか）一等陸尉
声 - ゆかな
戦車学校ウサギ組担任。日本人。曲者ぞろいの生徒達を相手に、戦車の構造から開発史、戦史等を毒舌を交えて講釈する。姉に乃木真香、姪に乃木典子がいる。茶色（もしくは赤色）のショートカット。瞳も茶色。自称「永遠の24歳」で、年齢の話題は禁句。姉から「陸の元自（元、陸上自衛官）」と姪に対して説明されており、本人は出向中と弁明している。学生時代「サヨクバリバリの女教師」に軍編制を教えてもらったらしい。旧帝国陸軍の戦車および戦史については悲哀でもって語るが、生徒達は生温かく見守っている。なお、彼女の制服のスカートは、『初代』と『II型』の表紙までは生徒と同じプリーツスカート、『II型』本編からはタイトスカートになっている。名前の元ネタは秋山好古（帝国陸軍将軍）。
ジェニファー・ルゴー
声 - 花澤香菜
生徒その1。イギリス人。英国戦車愛好家。愛称は「ジェーン」だが、ほとんど呼ばれない。メンバー中最も小柄で、身長は155cmに届かない。金髪を後ろで三つ編みにしている。紺碧碧眼の上流階級の令嬢であるが、側頭部に2本のアホ毛、胸は貧乳と、気位に比して振る舞いがいまいち実態がついてきていない。目立とうとするが、あらかた失敗するキャラクター。戦車発祥の国としての意地を持っている。最近では他のメンバー（主にセシル）がボケた時のツッコミ役。
ヒルデガルド・カイル（ヒルダ）
声 - 日笠陽子
生徒その2。ドイツ人。ドイツ戦車の偏愛者。一見クールだが、特殊な妄想に浸るクセがある。身長175cm弱とメンバーの中で一番背が高い。茶色のロングヘアー、瞳は茶色（もしくは緑）。人気の高いドイツ戦車の話になるとはっちゃける。なぜか好香から一方的に義妹（プティ・スール）認定されている。オヤジ好きで、ロンメルやマンシュタイン等を「おじさま」と呼ぶ。独ソ戦の因縁からナターリャとよく張り合うが、存外仲が良い。ドイツの足を引っ張ったイタリア軍の話題で、エリカに怨嗟の眼を向けたことも。「戦史編（『III型』）」ではナターリャと「独ソ戦シスターズ」を組む。ブロニコウスキー大佐に扮したとき、吸えないのに役柄の関係でタバコを吸う羽目になってむせていた。
ナターリャ・ゴルバチョフ
声 - 浅川悠
生徒その3。ロシア人。ロシア・ソヴィエト戦車の信奉者。青紫色（もしくは紫、ダークブルー）のショートヘア、瞳も紫。口癖は「オブイェークト!」（ロシア戦車オタクの挨拶。旧ソ連の試作戦車における呼称。本来番号が並び固有番号となる。本来はロシア語で「対象」「目標」）。ヒルダとよく張り合うが、東部戦線については奇妙な連帯感もある。巨乳が自慢の大食いキャラ。東部戦線を取り上げるときは、ヒルダと「独ソ戦シスターズ」を組む。名前の元ネタはミハイル・ゴルバチョフ。
エリカ・バドリオ
声 - 遠藤綾
生徒その4。イタリア系アメリカ人。アメリカとイタリアの戦車に詳しい。緑色の髪の側頭部が跳ね上がり猫耳のようになっている。瞳は茶（もしくは緑）。クセの強い生徒の中で、気が弱く一番の良識人に見えるが、総力戦の話になると勝ち方を問わない『黒エリカ』化する。のちにパットン将軍に扮したときも、役になりきって目つきまで凶悪なキャラになっていた。また、ヒルダと異なり葉巻を吹かしてもむせることはなかった。しかし、イタリア軍の話になると一転してテンションが下がる。最近では少し見直したらしいが、その理由は「ダメな男ほどほっとけない」というだめんず・うぉ〜か〜そのままなものだった。名前の元ネタは元イタリア王国の首相 ピエトロ・バドリオ。
セシル・ド・ゴール
声 - 金元寿子
生徒その5。フランス人。『II型』から登場する。薄い青・緑系の短髪で、瞳も青（もしくは緑）。フランス戦車に詳しいはずだが、重度のアニメオタク。初登場でセーラームーンのポーズと決め台詞を披露、その後のページでコスプレの小道具に戦車の備品を使ってエリカに鉄拳制裁を食らっている。「オー」「〜デース」など、いわゆる「外人なまり」のしゃべり方をする。バルザックのような自称でなければ貴族の血筋と思われる（単にド・ゴールの名の流用と思われる）が、無駄なほど常にテンションが高い。オタク的なボケを披露して、好香やジェニファーに激しくツッコミを入れられる事も多い。彼女のみ、制服の上着を脱ぐとノースリーブになる。
乃木典子（のぎ のりこ）
声 - 竹達彩奈
好香の姉の娘で、姪にあたる。『陸自学校』および『MC☆あくしず』連載分から登場。茶髪（もしくは紫）のツインテールで、瞳は母と同じ青。10歳の利発な少女。『III型』（およびその前身の『あくしず』連載分）から戦車学校本編にも登場し、愛らしい容姿で、言いにくい事を突っ込む天然の毒舌を吐く。「最近は学校で世界史やってない」との事で基本的に聞き役だが、そのツッコミの内容から「本当は知っているのに知らない振りをしてるでしょ」と指摘される事もしばしばある、実はカマトトキャラ。叔母に当たる好香の事は「おば……お姉ちゃん」と毎回のように言いなおす。小学生ながら、他のメンバー同様のセクシーコスプレやヌードも、全く臆することなく披露する。名前の元ネタは明治時代の軍人・乃木希典。
乃木真香（のぎ まどか）
声 - 大原さやか
好香の実姉。典子の母。『陸自学校』および『MC☆あくしず』連載分、より正確には『あくしず』Vol.4巻頭の「空母特集」からの登場。青い髪のおかっぱ頭で、瞳も青（もしくは赤）。あえて明言を避けてはいるが海の上を防衛する組織勤務者らしく、海軍全般について詳しい。『III型』の巻頭での花見の際、トレンチコートの下に白い隊服を着ているのが確認できる。何の前触れもなくいきなり娘（典子）を好香の所に預けたりと、強引かつマイペースな性格だと思われる。セミレギュラーで、大抵は解説パートの挿絵で登場する。『あくしず』VOL.8連載分から漫画パートにも出演し、ルーズベルト大統領などを演じた。現在のところ、文章パートイントロダクションへの出演はないことから、他の生徒達との会話はほとんどない。初登場時から露出度の高いセクシーコスチューム（これは後に彼女の定番コスチュームとなる）を披露して、妹の好香を困惑させた。また、後の号でナターリャとセシルのベリーダンスを見て「私もやってみようかしら」と言ったところ、「似合いすぎだから自重してー!」と娘の典子に泣きつかれた。日本陸軍の話題のとき、典子に「太平洋戦争は真珠湾攻撃で始まり大和特攻で終わった」と教えていた事で、好香に「あの年増…」と毒づかれた事も。
児玉もとこ（こだま〜）
『陸自学校』に登場。典子のクラスメイト（つまり小学四年生）で、陸上自衛隊特科連隊勤務の父を持つ。典子と一緒に戦車学校の面々と陸自について学ぶ。薄い水色の短髪で、瞳は紫。ボーイッシュな少女で、見た目上は典子よりも胸が大きい。のちに『MC☆あくしず』Vol.11の「自衛隊戦車特集」にも登場。典子が戦車の運用法についての知識があることに感心する。

## 単行本
萌えよ!戦車学校
初歩的な入門書となっており、戦車の発足に至る経緯から開発史、構造や機能、創成期から現在に至るまでの世界各国の戦車発展史、また実際の戦車戦として、戦車が初めて戦線に投入された第一次世界大戦のソンムの戦いや、第二次世界大戦のツィタデレ作戦などを交えて紹介する。
（初版 2005年6月30日） ISBN 9784871496926
萌えよ!戦車学校II型
戦車兵の役割、単独・小隊規模の戦闘や、機甲師団についての解説。第二次世界大戦における、ドイツ・日本・イギリス・アメリカ・ソ連・フランス・イタリア各国の戦車部隊の装備・編成・戦術について解説する。特にノモンハン事件の話題は「漫画パートのメイン」と公言するほど気合が入っている。前作から、イラストが10倍に増え、中央付近のページでカラーイラストが入るようになった。文章パートの冒頭に生徒達の掛け合いが入ったのも本作から。この「登場人物の会話でイントロダクション」「中央付近のカラーイラストページ」は、後の多くの「萌えミリタリー書籍」にも共通のフォーマットとして取り入れられた。
（初版 2006年4月10日） ISBN 9784871497695
萌えよ!戦車学校III型
『MC☆あくしず』連載分をまとめ、書き下ろし等を追加した本。第二次世界大戦における、著名・無名の戦車戦を大戦勃発期から、1942年初頭まで紹介。ポーランド電撃戦・コンパス作戦・バルバロッサ作戦・タイフーン作戦・マレー作戦・ブラウ作戦・スターリングラード攻防戦など、史実の戦史を解説する。後半では、ティーガーI（タイガー戦車）の擬人化マニュアル『ティーガーフィーベル』（二次戦時代のドイツ軍で実在していた公式マニュアル）を現代風にクリンナップして紹介。解説の漫画パートおよび文章パートの挿絵では、生徒達が紹介エピソードの登場人物に扮装して演じる。軍服にみえないコスプレが大量に登場する。「カバー下は無法地帯」がある。
（初版 2008年6月15日） ISBN 9784863200692
萌えよ!陸自学校
『萌えよ!戦車学校』の番外編。乃木典子・児玉もとこを加え、陸上自衛隊の装備・編成・運用、その歴史を紹介する。74式戦車・90式戦車などの戦車のみに限らず、99式自走155mm榴弾砲や各種車両、小火器や野外炊具1号等の各種装備や、自衛隊内の職種・制服まで網羅した解説書。『II型』と比較し、さらに漫画とイラストが増えた。「カバー下は無法地帯」がある。
（初版 2008年1月25日） ISBN 9784871499996
萌えよ!戦車学校IV型
『MC☆あくしず』連載分の加筆訂正、書き下ろし等を追加した本。第二次世界大戦における1942年からの戦車戦および著名な戦いを解説。内容はエル・アラメインの戦いから、チュニジア撤退までの北アフリカ戦線、第三次ハリコフ攻防戦、クルスク戦車戦、シチリア島の戦い、太平洋島嶼の戦い（ガダルカナル島〜マーシャル諸島攻略戦）と描き下ろしとしてノモンハン事件を再び取り扱う。巻末では特別企画として九七式中戦車で現代秋葉原を回る「戦車に乗ろう!in秋葉原」が掲載されている。
（初版 2009年7月25日）ISBN 9784863202214
萌えよ!戦車学校V型
『MC☆あくしず』連載分の加筆訂正、書き下ろし等を追加した本。第二次世界大戦における1943年10月からの戦車戦および著名な戦いを解説。イタリア南部の戦い（モンテ・カッシーノの戦いまで）、第四次ハリコフ攻防戦〜カメネツ=ポドリスキー包囲戦までの独ソ戦、大陸打通作戦および第二次世界大戦前の戦史であるが熱河作戦（書き下ろし）が解説されている。中国大陸の二講では「萌えよ戦車学校台湾版」からのゲストキャラとして孫小雯が登場。巻頭には登場戦車カラー図版集、巻末には書き下ろし番外編として「戦車学校inトロピカルアイランド」を掲載している。
（初版 2011年7月30日）
（通常版） ISBN 9784863204782
（ドラマCD付き特装版） ISBN 9784863204799
萌えよ!戦車学校VI型 ノルマンディーの戦い
『MC☆あくしず』連載分の加筆訂正、書き下ろし等を追加した本。第二次世界大戦における1944年5月からの戦車戦および著名な戦いを解説。イタリア中北部の戦い、ノルマンディー上陸作戦、バグラチオン作戦、サイパンの戦い、カーン攻防戦、コブラ作戦、書き下ろしでスペイン内戦を解説している。特別企画は「水陸両用戦車コンテスト@南の島」、および特別ふろく「巨匠オマージュコミック集」を掲載。
（初版 2012年10月31日） ISBN 9784863206632
萌えよ!戦車学校VII型 フィリピン決戦&マーケット・ガーデン作戦
ファレーズ包囲戦、パリ解放、マーケット・ガーデン作戦、アラクールの戦い、フィリピン決戦、書き下ろしでイギリス戦車部隊の変遷、世界の異形戦車を解説している。
（初版 2014年7月10日） ISBN 9784863209046
萌えよ!戦車学校VIII型 バルジの戦い・沖縄決戦・ベルリン攻防戦
バルジの戦い、ライン河渡河作戦、春の目覚め作戦、ベルリン攻防戦、硫黄島・沖縄の戦い、イラワジ会戦、ソ連の満州・樺太・千島進攻、書き下ろしで日本本土決戦、超重戦車を解説している。
（初版 2016年10月7日） ISBN 9784802202541
萌えよ!戦車学校 戦後編I型 アメリカ戦車vs.ソ連/ロシア戦車
第二次世界大戦後の戦車を解説。アメリカ軍、ソ連・ロシア軍の戦車と戦車以外の装甲車両、描き下ろしで対戦車兵器の歴史、特別企画で「重戦車ティーガーⅠに乗ってみよう！」を収録。
（初版 2017年9月14日） ISBN 9784802204194
ガールズ&パンツァー戦車&戦術解説書 萌えよ!戦車道学校
テレビアニメ『ガールズ&パンツァー』（以下、ガルパン）とのコラボレーションとして、同作内で開催される戦車道全国高校生大会にエントリーした高校16校全て（アニメ未登場校を含む）と、劇場版に登場した大学選抜チームの戦車と戦術的特徴、そして全試合の詳細を解説したもの。もともと『萌えよ!戦車道学校』は本書のパロディとしてガルパンに登場したものであり、著者の田村尚也がガルパン世界の中で取材・執筆して本物の書籍にしたという体裁をとっている。登場人物は全て野上がキャラクター原案補助を担当したガルパンのキャラクターであり、『萌えよ!戦車学校』の登場人物は一切登場しない。
（初版 2018年3月17日） ISBN 9784802204194
萌えよ! 戦車学校 戦後編II型 ドイツ・イギリス・フランス戦車
第二次世界大戦後のイギリス・フランス・西ドイツの戦車や戦術、書き下ろしで攻撃ヘリコプターの解説と「戦車の砲弾と装甲の歴史」を収録。
（初版 2019年4月25日） ISBN 9784802206884
萌えよ! 戦車学校 戦後編III型 日本・イスラエル・スウェーデン・イタリア・中国・韓国戦車
第二次大戦後の日本、イスラエル、スウェーデン、イタリア、中国、韓国などの戦車の解説と特別描き下ろしマンガ　「異世界転生で戦車太郎」を収録。
（初版 2020年08月25日） ISBN 9784802209113
萌えよ！戦車学校 戦後編IV型 (中東戦争・朝鮮戦争)
戦後戦史編 4回＋αに亘って繰り広げられた中東戦争や今でも「休戦」が続く朝鮮戦争を、戦車戦をメインに解説。
（初版 2022年09月01日） ISBN 9784802211949
萌えよ！戦車学校 ＷＷII名戦車列伝［ドイツ・イギリス・アメリカ編］
第二次世界大戦に投入された独英米の戦車を解説します。
（初版 2023年03月03日） ISBN 9784802212595
萌えよ!戦車学校 戦後編V型 ベトナム戦争・湾岸戦争
第二次大戦後、インドシナ半島で行われたインドシナ戦争とベトナム戦争、そして中東で行われたイラン・イラク戦争、湾岸戦争、イラク戦争を、戦況図やイラストを多数交えて詳細に解説。
（初版 2024年03月01日） ISBN 9784802214063

## 用語解説
バーチャル戦場マッシ〜ン
　『II型』で登場した設定。あらゆる風景・地形や気候などを再現し、たとえ室内でも外にいるのと変わらない状態にするハイテクマシン。明言はされていないが、『III型』で生徒達が戦史エピソードを演じるときに使用されていると思われる。だとするとアフリカ戦線の酷暑・砂塵から、独ソ戦の極寒・吹雪まで再現できる優れもの。
　勝ち戦スナック
　『III型』での典子の質問「ドイツはどうして各国に戦争を吹っかけたのか」に対して、ヒルダが「やめられないとまらないv（勝ってる）戦争ーは蜜の味♪」と歌いながらむさぼり食べだし、メンバーをドン引きさせた「魔性のお菓子」。ナターリャとエリカにも勧めて二人もむさぼり食べた。当時、戦争が「おいしくて太れる」、つまり「（勝てば）豊かになれる手段」と考えられていたことを説明するためのアイテム。スナック菓子らしいが、具体的に何味かは不明。パッケージには「お徳用」と書かれており、さらに旭日旗らしき模様が描かれている。のちのエピソードで典子も食べていた。

## 関連商品
萌えよ!戦車学校トレーディングフィギュア
好香・ジェニファー・ヒルダ・ナターリャ・エリカ・セシルを型取ったトレーディングフィギュア。付属のリーフレット（キャラクター毎に異なる）では、表面がキャラクター紹介、裏面が松本零士他の「戦記マンガ」の1シーンを野上が模写、さらにキャラクターを『萌えよ!戦車学校』のものに置き換えたパロディとなっている。